# 다크 프레임

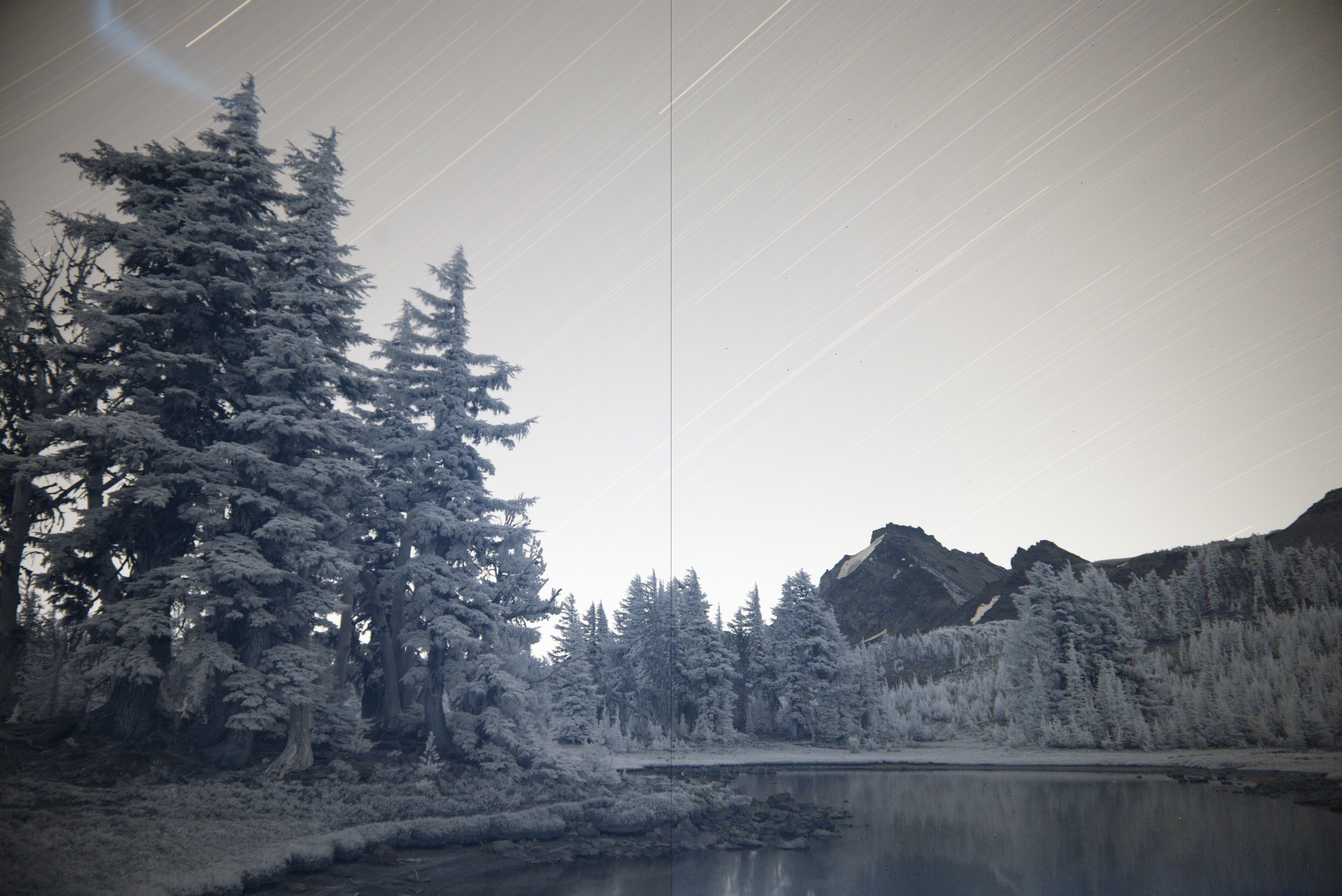
이 사진의 왼쪽 절반은 다크 프레임 보정을 했고 오른쪽 절반은 하지 않았다.

다크 프레임(dark frame)은 어둠 속에서 센서로 포착한 화상이다. 즉, 셔터를 닫거나 렌즈 뚜껑을 씌운 상태에서 찍은 화상이 다크 프레임이다. 다크 프레임을 찍으면 외부의 신호는 감지되지 않고, 센서에서 생성되는 잡음만 기록된다. 이렇게 생성된 다크 프레임을 뺄셈하는 것으로 암전류 잡음과 고정패턴 잡음(바이어스)을 보정해 줄 수 있다. 무보정 화상에서 혼자 밝은 점으로 튀는 핫픽셀 같은 것을 이 과정을 통해 잡아내서 제거한다.
고정패턴 잡음의 밝기는 ISO 감도 및 노출시간에 의존적이고, 암전류는 온도에 의해 크게 변동하기 때문에 다크 프레임은 보정하려는 화상과 같은 촬영조건에서 찍어야 한다. 보정할 때는 한 장의 다크 프레임을 빼줄 수도 있고 여러 장의 다크 프레임을 평균낸 것을 빼줄 수도 있다.
다크 프레임 보정은 플랫필드 보정과 함께 천체사진술의 기본적인 기법으로 여겨진다.